# 70 Ceti
70 Ceti är en misstänkt variabel (VAR:) i stjärnbilden Valfisken.
70 Ceti har visuell magnitud +5,42 och varierar utan någon fastställd amplitd eller periodicitet. Den befinner sig på ett avstånd av ungefär 260 ljusår.